# Törvénytelen (film, 1994)
A Törvénytelen 1994-ben német–lengyel közreműködéssel készült, színes, magyar krimi. Rendező: András Ferenc, író: Munkácsi Miklós, András Ferenc, Márton Gyula, főszereplő: Cserhalmi György.

## Történet
Felícián György (Cserhalmi György), a geológus végzettségű hegyimentő anyja halálhírére tér haza. Anyja egy bibliát hagyott rá, ami egy bizonyos Hoffmann Jánosé, és egy videóüzenetben megkéri fiát, hogy segítsen ennek a Hoffmann Jánosnak, akinek birtokai voltak Badacsony környékén. Felícián György kegyeletből leutazik a Balaton-felvidékre, hogy utána járjon a dolognak. Amikor megérkezik kiderül, hogy hétpróbás gazemberek által vezetett, különböző újonnan alakult, fedőnévvel rendelkező gazdasági társaságok idős emberek személyi adatainak felhasználásával próbálnak földeket kihasítani a korábbi állami tulajdonból, amit az idősek kárpótlási jegyükkel szereztek. A csalók élén egy különös szekta áll, akik az idős embereket fogva tartják. Felícián kénytelen szembeszállni velük, ugyanis kiderül, hogy Hoffmann Jánosnak ő a törvénytelen fia.

## Szereplők
- Cserhalmi György – Felícián György, hegyimentő és geológus
- Tóth Ildikó – Jablonka Krisztina, a polgármester lánya és a panzió vezetője
- Bács Ferenc – Ambrus Pál, ál-kanonok
- Daniel Olbrychski (hangja: Szakácsi Sándor) – Korlát Gerzson
- Bakodi József – Madár István
- Németh Márta – Kata, Felícián kamasz lánya
- Igó Éva – Pókai Katalin, bankfiókvezető
- Koltai Róbert – Jablonka Ede, polgármester
- Győrffy András – Fóris Ferenc, Korlát testőre
- Hunyadi László – Ernő, Korlát testőre / Feri, kocsmáros
- Tarr László – Hoffmann János
- Koós Olga – Kingler Anna, Felícián édesanyja
- Héjja Sándor – plébános
- Kárp György – Hrabecz főhadnagy
- Berta Domínguez D. (hangja: Martin Márta) – doktornő
- Balikó Tamás – Zulejka, szekta tag
- Vajda Károly – szekta tag
- Pálfi Zoltán – szekta tag
- Csapó János – öreg férfi a kastélyban
- Vörös Eszter –  Babett
- Hunyadkürti György – betörő
- Hunyadkürti István – cigány
- Bánfalvy Ágnes – Erzsike, a polgármester egyik titkárnője
- Szegedi Erika – Erzsike, a  polgármester másik titkárnője
- Perczel Zita – öreg hölgy a kápolnában
- Beatrice Manowski – síelő

Valamint: Braun Rita, Cziprián Mónika, Deák Éva, Kincses Elemér, Marton János, Mende Gabi, Molnár Ildikó, Mórocz István, ifj. Mucsi Sándor, Szabó László

## Díjak
- 1995: Budapest Magyar Filmszemle – Legjobb epizód alakítás díja Igó Évának.

## Érdekesség
- A filmet sokan az 1982-es Dögkeselyű című film egyfajta "nem hivatalos" folytatásának tekintik, egyrészt mert Cserhalmi György itt is magányosan száll szembe a bűnözőkkel, másrészt ugyanazok készítették, mint a Dögkeselyűt.
- A filmben Hunyadi László kettős szerepben tűnik fel: Korlát testőre mellett ő alakítja a film elején a Wolf nevű borozó kocsmárosát is.

## Televíziós megjelenés
HBO, Duna TV, M2, M3, M5